# Иоанэ Петрици
Иоанэ Петрици (груз. იოანე პეტრიწი) — грузинский философ XI—XII веков. Известен прежде всего переводами Прокла и обширными комментариями к ним. В более поздних источниках также упоминается под именем Иоанэ Чимчимели (იოანე ჭიმჭიმელი). Стэнфордская философcкая энциклопедия описывает Петрици как «самого значительного грузинского средневекового философа» и «самого читаемого грузинского философа».

## Биография
О жизни Петрици нет надёжных сведений, за исключением косвенных указаний в его трудах и немногих подробностей, сообщаемый в грузинских источниках XVIII века. По всей видимости, он происходил из знатного рода области Самцхе, учился философии в Константинополе в кружках Иоанна Итала и Михаила Пселла. После анафемы, наложенной на Итала, Петрици, как предполагается, бежал в расположенный на территории нынешней Болгарии грузинский монастырь Петрицони (ныне Бачковский монастырь). В конце жизни из-за ссоры с местным духовенством вернулся на родину, где приобрёл покровительство царя Давида Строителя и оставил след в деятельности Гелатской академии, которой руководил святой Арсений Икалтоели — средоточии неоплатонической философии в Грузии.
Философские идеи Иоанэ Петрици сложились под влиянием Прокла Диадоха, идеи которого он пытался синтезировать с христианским мировоззрением; некоторые исследователи отмечают в его взглядах черты пантеизма. Ему принадлежат комментированные переводы на грузинский язык сочинений не только Прокла, но и других неоплатоников, а также Аристотеля, Иосифа Флавия, частей Библии, агиографических сочинений и др. Среди его оригинальных сочинений наиболее важны комментарии к Проклу, хотя он также обращался к поэзии и гимнографии. Петрици оказал значительное влияние на дальнейшее развитие грузинской философии и словесности, в частности, на духовное развитие Шота Руставели.

## Память
Памятник Петрици установлен в Тбилиси на улице Бараташвили.

## Издания
- Рассмотрение платоновской философии и Прокла Диадоха. Пер. и исследование И. Д. Панцхава. — Тб., 1942.
- Рассмотрение платоновской философии и Прокла Диадоха. — М., 1984. («Философское наследие»)